# 남미호사도요
남미호사도요(Nycticryphes semicollaris)는 호사도요과의 한 종이다. 호사도요과에는 남미호사도요 외에도 오스트레일리아호사도요, 호사도요의 두 가지 종이 더 포함된다.

## 특징
머리와 목은 어두운 적갈색이고, 머리꼭대기에는 노란색 줄무늬가 있다. 상체는 어두운 회갈색으로 흰색 점이 있으며 하체는 흰색이다. 암컷이 수컷에 비해 약간 더 크고 밝은 색이기는 하지만, 호사도요과의 다른 두 종에 비하면 그리 강한 성적 이형성을 띠는 것은 아니다. 부리는 긴 편에 속하며 끝부분이 약간 아래로 굽어 있다. 물갈퀴를 가지고 있으며 다른 호사도요과 종들과는 차이점이 있다. 몸 길이는 19~23 cm이고 몸무게는 65~86 g로 측정되었다.

## 분포
남미호사도요는 브라질 남부, 파라과이, 우루과이에서 칠레와 아르헨티나에 이르는 범위에 서식한다. 습한 풀밭을 포함하여 저지대 담수 습지에 서식한다.

## 행동

### 번식
남미호사도요는 일부일처제이고 어느 정도 군락을 이루어 번식한다. 둥지는 습지의 땅이 살짝 컵 모양으로 들어간 형태이고 한 번에 2~3개의 알을 낳는다. 번식은 주로 7월에서 2월 사이에 이루어지는 것으로 조사되었다.

### 먹이
남미호사도요는 잡식성 조류이다. 진흙과 얕은 물에서 먹이를 찾으며, 보통 해질녘에 작은 동물과 씨앗을 찾아 먹는다.

## 보전 상태
남미호사도요는 전통적으로 칠레와 아르헨티나에서 사냥감으로 간주되어 왔고 자주 사냥되었다. 넓은 범위에 서식하지만 흔한 종은 아니며, 습지 파괴 및 기타 서식지 파괴도 있어 왔다. 하지만 현저한 개체수 감소는 없었으며 최소관심종으로 분류된다.

## 참고 문헌
- BirdLife Species Factsheet 보관됨 2007-09-29 - 웨이백 머신
- Höhn, E. Otto. (1975). Notes on Black-headed Ducks, Painted Snipe and Spotted Tinamous. Auk 92: 566–575.